# アンナ・オビアワ
アンナ・オビアワ（Anna Obiała, 旧姓：ステンツェル、1995年8月28日 - ）は、ポーランドの女子バレーボール選手。ポーランド代表。

## 来歴

### クラブチーム
ピワ出身。ジュニアクラブを経て、2013年にEnea PTPS Piłaへ入団し、6年間プレーした。2019年7月、KS Pałac Bydgoszczへ移籍し、2019/20シーズンのタウロンリーガでは6位となった。2020年6月、KSディヴェロプレス・ジェシュフへの移籍が発表され、4年間在籍し2020/21～2023/24シーズンのタウロンリーガでは4年連続で準優勝した。2024年7月、ŁKSコマースコン・ウッチへの移籍が発表され、2024/25シーズンではチームの主将を務めタウロンリーガとポーランドカップでは準優勝した。

### 代表チーム
2020年、シニア代表に初選出され、同年1月の東京五輪欧州大陸予選に出場した。2022年、ネーションズリーグ、世界選手権に出場した。

## 人物
2022年6月にFilipem Obiałąと結婚し、登録名をアンナ・オビアワへ変更した。

## 球歴
- 世界選手権 - 2022年
- ネーションズリーグ - 2022年
- オリンピック欧州予選 - 2020年

## 所属クラブ
- Enea PTPS Piła（2013-2019年）
- KS Pałac Bydgoszcz（2019-2020年）
- KSディヴェロプレス・ジェシュフ（2020-2024年）
- ŁKSコマースコン・ウッチ（2024年-）